# Maglan
Maglan (hebreu: מגלן‎), també coneguda com a Unitat 212 o Sayeret Maglan, és una unitat del sayeret de les Forces de Defensa d'Israel (FDI). Està especialitzada a operar darrere de les línies enemigues i en les profunditats del territori enemic utilitzant armament i tecnologies avançats. Tot i que la unitat Maglan forma part de la Brigada de Comandos de les FDI, els seus operadors reben entrenament bàsic amb la Brigada de Paracaigudistes.
El nom de la unitat significa "Ibis" (en hebreu: Maglan). Segons un oficial, "Maglan és un ocell que sap adaptar-se a cada situació". Es tracta d'una unitat relativament nova, ja que es va fundar el 1986; tot i així la seva existència no es va desclassificar fins al 2006.

## Història
Se sap molt poc sobre aquesta unitat, més enllà de tractar-se d'una força que realitza operacions de màxim secret darrere de les línies enemigues. Les FDI mantenen en secret les missions designades a Maglan i no dona cap informació sobre elles ni sobre les operacions en què participa la unitat. La unitat secreta ha registrat incomptables hores d'operacions d'alt risc realitzades darrere de les línies enemigues, la majoria de les quals mai han estat desclassificades.
Igual que el Sayeret Matkal, encara que els agents de la unitat porten boina vermella, botes de combat marrons i fan entrenament bàsic en una de les bases de paracaigudistes, no formen part de la Brigada de paracaigudistes. També com el Sayeret Matkal, la unitat Maglan depèn de l'Estat Major de les FDI i no d'un dels seus comandaments regionals.

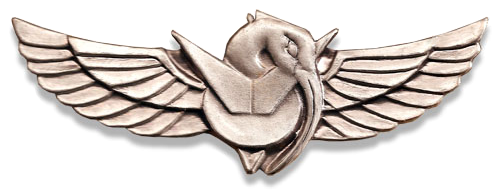
Insígnia de la unitat.

La unitat va estar activa al sud del Líban durant el conflicte del sud del Líban, on hi va dur a terme nombroses missions reeixides contra Hezbol·là. Va participar en centenars de missions a Cisjordània i la Franja de Gaza durant la Segona Intifada, especialment en la detenció de sospitosos. Durant la guerra del Líban de 2006, la unitat va participar en moltes operacions i va aconseguir un gran èxit. El 19 de juliol d'aquell any, una força de la unitat es va apoderar d'un refugi fortificat de Hezbol·là al costat del lloc de Xaked; dos soldats de les FDI i cinc agents de Hezbol·là van morir en l'enfrontament. L'Operació Beach Boys, desplegada durant la mateixa guerra, va fer penetrar la unitat maglan al llarg de la franja costanera del Líban on van destruir 150 objectius de Hezbol·là, quaranta dels quals eren llança-coets. Maglan va supervisar la destrucció de llocs de comandament, camions, cachés de munició i infraestructures. Les seves accions van reduir el llaçament de coets contra les ciutats del nord d'Israel en un 40%.

Durant l'Operació Marge Protector, la unitat va participar en combats a la Franja de Gaza. El 30 de juliol de 2014, tres soldats de Maglan, Matan Gotlib (21), Omer Hay (21) i Guy Algranati (20) van morir i 15 més van resultar ferits per explosions en un túnel amb trampes explosives excavat per Hamàs. El 2015 Maglan va rebre una menció del Cap de l'Estat Major per les seves activitats a l'Operació Marge Protector.

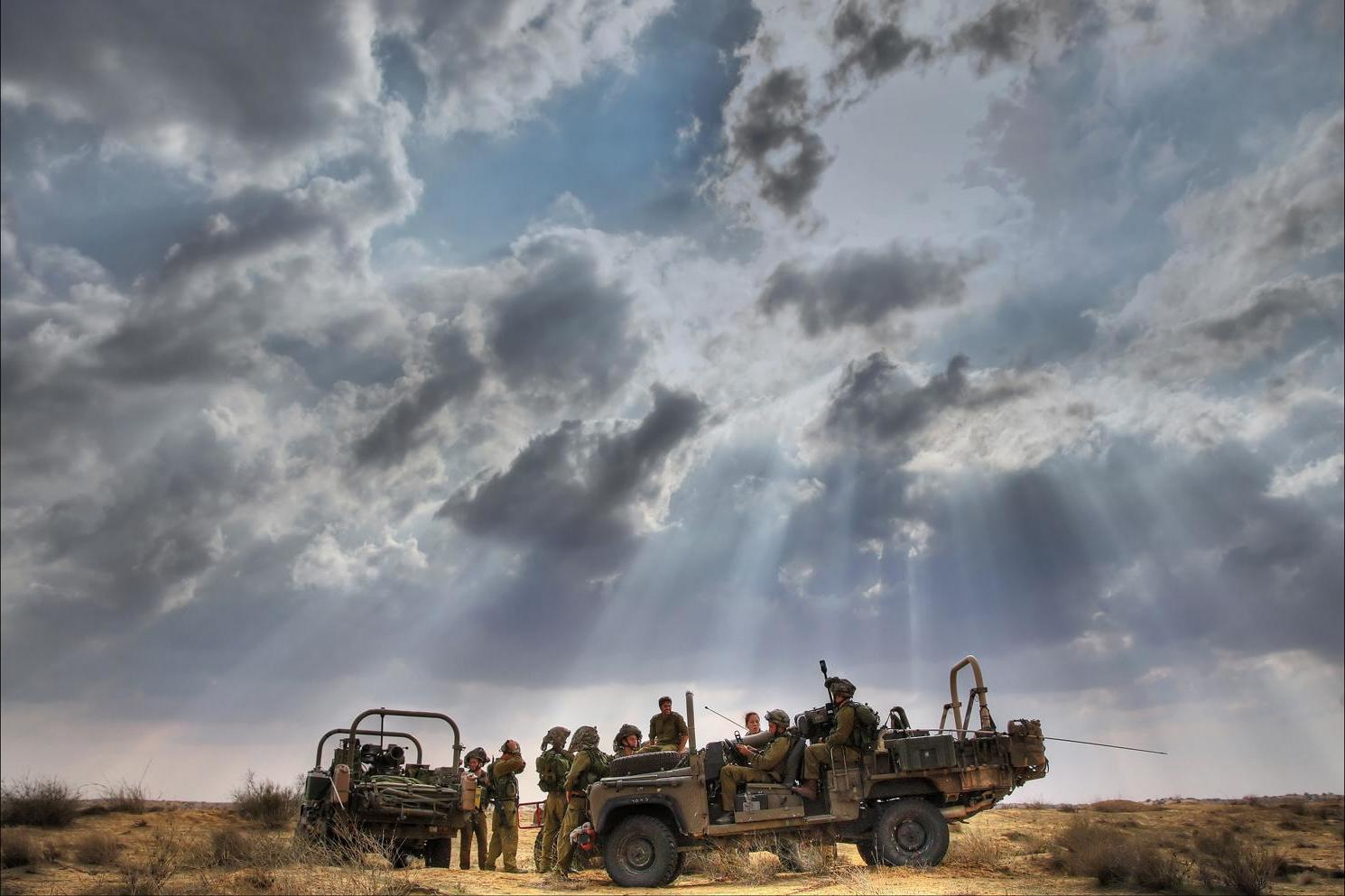
Un escamot de Maglan fent exercicis al desert.

El 12 de juliol de 2018, els franctiradors de Maglan van guanyar el Concurs Internacional de Francotiradors de les FDI, superant unitats com el Sayeret Matkal, el SEAL de la Marina dels Estats Units i l'escola de franctiradors de l'exèrcit dels EUA.
El 2 d'agost de 2020, la unitat va emboscar i va matar quatre militants palestins al sud dels Alts del Golan mentre estaven desplegant artefactes a la tanca de seguretat.
Durant la guerra entre Israel i Gaza de 2023, la unitat va estar involucrada en la batalla de Zikim, segons un vídeo publicat a les xarxes socials per les FDI. La unitat va perdre 14 soldats en els primers dies dels atacs, sent una de les primeres unitats a respondre als atacs de Hamàs.

## Formació
Els reclutes s'entrenen àmpliament durant 18 mesos en el que es considera un dels cursos de formació més difícils de les FDI. Els alumnes primer passen per 6 mesos d'entrenament bàsic i avançat d'infanteria dins de la Brigada de Paracaigudistes, inclòs un curs de paracaigudisme. Aleshores, els soldats han de completar una marxa de boina de 60 km (en hebreu: Masa Kumta) fins a la base de Maglan per continuar el seu entrenament. Els reclutes passen per cursos de navegació, camuflatge, observació, guerra especialitzada i dispositius operatius especials. Els estàndards físics són alts, amb els candidats obligats a portar equips que pesin al voltant del 70% de la seva massa corporal durant diverses desenes de quilòmetres. Al voltant de dos terços dels candidats abandonen a causa de la dura naturalesa del programa.
Cada recluta també passa pel curs de comandant de les FDI. Cap al final de la formació, els reclutes aprenen habilitats específiques segons l'especialitat de la seva unitat. La cerimònia de finalització de la formació se celebra en secret i tancada al públic.